# Blow-Up

Afișul original al filmului

Filmul prezentat pe marile ecrane din România ca Blow-Up, (titlul original: în engleză Blow Up) este un film italo-britanic thriller dramatic regizat de Michelangelo Antonioni în 1966, primul film în limba engleză al celebrului regizor italian.

## Rezumat
Prin anii 1960, fotograful de mode Thomas face poze cu un cuplu de îndrăgostiți într-un parc pustiu al Londrei. Developând și expunând filmul pe hârtia fotografică în detalii tot mai mari, se convinge treptat că a fotografiat din întâmplare o crimă. Se duce în parc noaptea și găsește corpul dar, a doua zi, toate negativele filmului au fost furate iar corpul a dispărut. Filmul este o meditație asupra naturii realității.

## Fișă tehnică
- Regia : Michelangelo Antonioni
- Scenariul : Michelangelo Antonioni, Tonino Guerra și Edward Bond (după o nuvelă de Julio Cortazar)
- Producția : Carlo Ponti
- Musica : Herbie Hancock
- Fotografia : Carlo di Palma
- Durata : 112 de minute
- Genurile : Dramă, Fantastic

## Distribuție
- David Hemmings : Thomas
- Vanessa Redgrave : Jane
- Peter Bowles : Ron
- Sarah Miles : Patricia
- Jane Birkin : Tânăra blondă
- Gillian Hills : Tânăra brunetă
- John Castle : Pictorul Bill
- Harry Hutchinson : Anticarul
- Veruschka von Lehndorff : Veruschka

## Premii
- Palme d'Or 1967 la Festivalul de la Cannes

## Critică
Filmele lui Michelangelo Antonioni presupun o complexitate estetică și o ambiguitate a semnificației ce le impune automat atenției critice. Reacția privitorului (pe care mizează stilul său cinematografic) prin tocmai caracterul său ezitant se vede obligată să apeleze la un imaginar personal care să răspundă în mod independent stimulilor creați. Filmele sale se revendică de la o viziune neorealistă asupra lumii și încearcă să surprindă tocmai pulsul specific al lucrurilor surprinse într-un anumit moment.
Fascinația unei lumi fenomenologice se desprinde din propriile sale cuvinte în care explică modul în care pentru el (nu iau naștere, ci) ființează filmul:
„Realitatea se schimbă atât de repede încât, dacă un subiect nu este valorificat, un altul apare. A-i permite propriei atenții să fie atrasă de fiecare lucru mărunt a devenit un viciu al imaginației. Tot ce ai de făcut este să ții ochii deschiși: totul se umple de semnificație; totul țipă să fie interpretat, reprodus. Prin urmare nu există un film anumit pe care aș mi-dori în mod particular să îl fac; există unul pentru fiecare subiect în parte pe care îl percep. Și sunt entuziasmat de aceste subiecte, zi și noapte. Oricum, contextul și alte considerații practice limitează și orientează alegerea...”
Blow Up a fost terminat în 1966 și este unul din filmele ce l-au consacrat pe plan internațional, deschidere dată și de avantajul de a fi optat în această perioadă pentru limba engleză în filmele sale. Un film despre imagine și ceea ce se ascunde sau nu se mai ascunde în spatele ei. Regizorul Michelangelo Antonioni realizează în acest film un mod de a percepe realitatea filtrat prin convenționalitatea imaginii, prin accentul pus pe plasticitatea sa exacerbată. Toată acțiunea filmului, demersurile personajelor și înseși personajele în ceea ce presupune exercitarea dimensiunii lor sociale și vitale totodată sunt împinse undeva într-un fundal mai mult bănuit decât văzut efectiv cu adevărat. Tensiunea imaginii face ca ritmul filmului să fie el însuși filtrat prin pojghița zgomotoasă de celofan ce învelește lucrurile. Coeziunea la nivel de ansamblu, contactul dintre lucruri sunt mediate prin aceste elemente ale convenției, ale artficialului. Totul este în permanență organizat în planuri separate, plasat în spatele unor panouri, delimitat de pereți surogat realizați din bucăți imense de hârtie cerată sau sticlă fumurie.
Protagonistul, singurul protagonist de fapt (ceea ce e relevant pentru tematica filmului, ca discurs în marginea incomunicabilității și alienării – printr-o singurătate funciară – a ființei umane) în sensul de personaj central, este un fotograf profesionist prins ca într-o pânză de paianjen într-o lume a modelling-ului. În loc să posede această lume pe care într-un fel o coordonează, asupra căreia are astfel de puteri de păpușar, o lume care i se oferă, pe care o poate poseda la discreție pentru a o organiza după orice capriciu, o lume în care el face regulile pentru a le putea oricând sfida, el este de fapt devorat de ea, consumat de acest blocaj al trăirii la nivelul superficial al învelișului, al imaginii. Contactul său cu lumea este întotdeauna mediat de pelicula aparatului de fotografiat. De aceea, descoperirea întâmplătoare a unei crime în cadrul unui peisaj luxuriant al unui parc nu se produce decât în momentul developării fotografiilor făcute în încercarea sa de a surprinde o realitate autentică, nepervertită, vie.
Manevrarea sunetului și a culorii este esențială pentru obținerea acestui efect de viață trăită în transă (și în același timp viață surprinsă în transă, percepută asemenea imaginii construite într-un vis), impresia de gesturi făcute fără a participa la ele. Se produce astfel o ruptură la acest nivel al trăirii, o golire de sens și de semnificații la nivelul gesticii. Totul devine automatism, orice gest se dovedește a fi lipsit de o implicație semantică, fiind nimic altceva decât un mecanism declanșat automat, mecanic, steril și aseptic de factorii contextuali și nu de dimensiunea cognitivă a individului. Este un fel de trăire fără a participa la actul trăirii, o funcționare în virtutea unei inerții aproape apatice.
Contrastul cadrelor alb-negru (aduse oarecum într-o tonalitate conciliantă, filtrate astfel într-un fel de gri) ce caracterizează peisajele și stridența culorilor aplicate universului vestimentar al lumii modei sunt valorificate pe un fond sonor care el însuși oscilează între o stridență de această dată a cadrului naturii (este vorba de dublarea imaginii desfășurate aici printr-un foșnet extrem de sonor al copacilor, acesta fiind singurul element auditiv care însoțește aceste imagini) și o ritmicitate, o organizare a sunetului în melodie care, devenind fondul sonor pe care se manifestă lumea aceasta, singura tangibilă, a suprafețelor, a aparențelor exhibate, se pierde uneori în surdină sau se împletește cu vocea, cu verbalizarea care nu se produce decât în acest spațiu al contactului dintre suprafețe.
Încercând să pătrundă în cadrul natural, ca fiind conceput drept cel mai apropiat de o existență genuină, nemachiată, urmărind și fotografiind două persoane descoperite întâmplător, iar apoi una singură, o femeie, personajul acesta devine tot mai clar punctul central al unei alte lentile care se focalizează asupra sa de această dată și anume însăși privirea spectatorului care urmărește la rândul său intruziunea (sugerată foarte clar la nivel de imagine) fotografului ce străbate acest spațiu într-o costumație la rândul ei alb-negru, dar clar delimitată și conturată strident pe fundalul acesta natural cu inflexiuni onirice prin lentoarea care îl definește, fundal așa cum am menționat deja, omogenizat într-un fel de gri cețos care însă tot mai păstrează și redă distincția alb-negru, dar într-o variantă mult mai aplanată, asemenea fotografiilor în sepia care prin tocmai acest numitor comun redus la o singură culoare nuanțată a tuturor culorilor surprinse, creează senzația de distanță, de intangibilitate. Lipsa de interacțiune, de contact propriu-zis și de coeziune dintre elementul uman, protagonistul nostru și mediul natural care îl conține este de o evidență incontestabilă. Prezența sa în peisaj se realizează nu prin pătrundere, prin integrare, ci prin suprapunere, iar pe de altă parte, sonoritatea haotică, de vacarm neinteligibil al lumii al cărei unic mod de existență este unul programat, așezat sub semnul artificiozității, al imaginii, al trăirii bravate sau al bravării trăirii, al simulării, cu alte cuvinte, al pozei. Este singurul cadru în care se vorbește și folosesc acest cuvânt pentru că de fapt personajele nu dialoghează, ele fiind blocate la un nivel al rostirii lipsite de o instanță a receptorului necesară comunicării (iar succintul dialog desfășurat între fotograf și femeia urmărită în chiar cadrul naturii, de data acesta însă natura nemaifiind sugerată în vastitatea sa, ci restrânsă la o dimensiune care redă tocmai această neputință de a comunica nemediat, este doar o excepție care confirmă regula). Vorbirea desfășurată de fiecare personaj în parte se combină cu toate celelalte prezențe sonore, cu toate acele melodii realizate prin prelucrarea sunetului, imprimate pe bandă magnetică, ce sugerează prin ele însele o legătură anemică (perpetuată printr-o astfel de raportare mediată, ce-i drept) orientată înspre ceea ce la origine a constituit o realitate palpabilă.
Mișcarea filmului se modifică neîncetat, de la succesiunea sacadată și fracturată a unei desfășurări ontologice crispate și secvenționate, la alunecarea lentă, extrem de lentă a cadrului natural (mai ales raportat la viteza năucitoare cu care se derulează și se succed cadrele în primul caz). Imposibilitatea de a accesa această realitate stă într-un mod oarecum paradoxal în tocmai această lentoare aproape inertă a acesteia. Pelicula aparatului de fotografiat este proiectată pentru a surprinde mișcarea prin înghețarea succesivă și programată la nivel de fracțiune de secundă. Realitatea în dimensiunea sa naturală, neartificializată adică, se află aproape într-o suspendare a mișcării. De aceea pătrunderea efectivă și reală în cadrul ei îi este refuzată personajului nostru, pentru că ochiul său, adecvat vitezei de deplasare a artificialului, nu-și poate el însuși încetini mișcarea la rândul său pentru a percepe cu adevărat lucrurile, fără breșe temporale, nefiltrată și apoi reconvertită prin sincronizarea mișcării. Martor al desfășurării unei crime, personajul, așa cum deja am notat, nu observă absolut nimic decât în momentul developării pozelor. Prin această operațiune obține el de fapt accesul la realitate (de unde imposibilitatea acelui contact direct, nemediat spre care aspiră). De aceea, încercarea sa de a se smulge inautenticității lumii care îl conține este sortită eșecului de la bun început. Finalul filmului, care nu aduce nici o rezolvare (nici în ceea ce privește crima, nici în ceea ce privește condiția existențială a personajului), este excelent construit pe redarea jocului de tenis al unor mimi, joc urmărit cu extremă concentrare de un public-mim bineînțeles. Atras la început în acest joc doar ca un spectator pasager, personajul va fi antrenat și inclus în joc în momentul în care mingea imaginara sare in afara terenului de joc.